# 阿尔瓦 (特鲁埃尔省)
阿尔瓦，是西班牙阿拉贡自治区特鲁埃尔省的一个市镇。总面积70平方公里，总人口178人（2018年），人口密度4人/平方公里。